# Pierwszy rząd Wima Koka

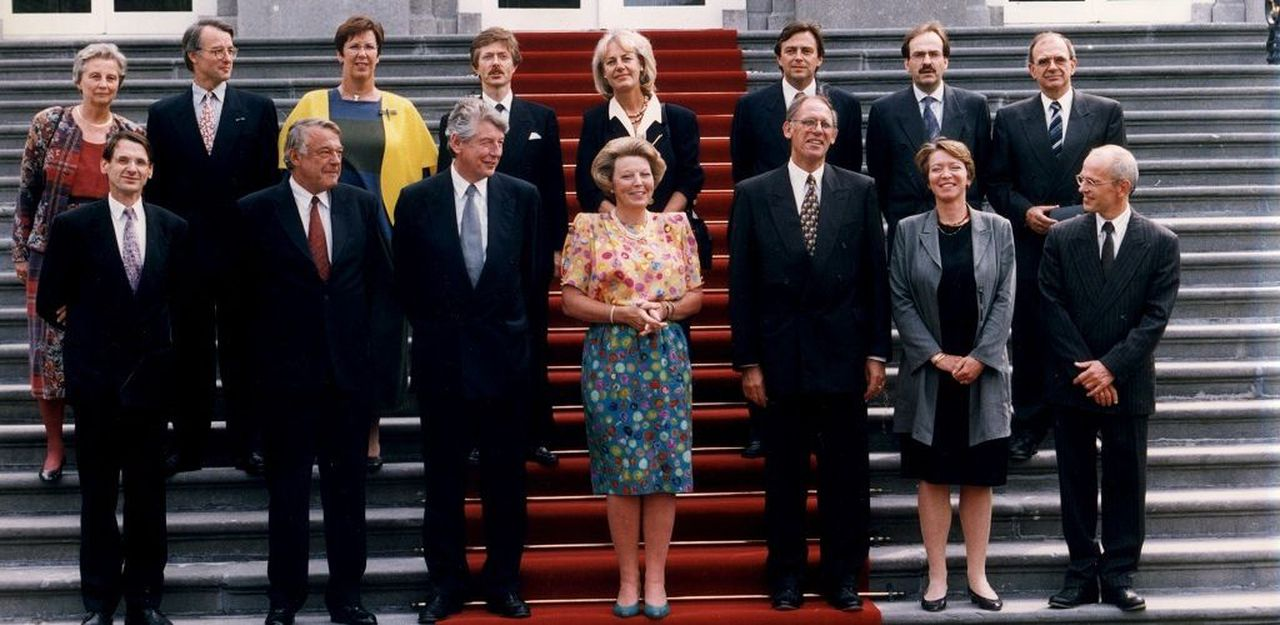
Ministrowie wraz z królową Beatrycze

Pierwszy rząd Wima Koka (niderl. Kabinet-Kok I) – rząd Holandii urzędujący od 22 sierpnia 1994 do 3 sierpnia 1998, powołany przez koalicję, którą tworzyły Partia Pracy (PvdA), Partia Ludowa na rzecz Wolności i Demokracji (VVD) i Demokraci 66 (D66).
Rząd powstał po wyborach w 1994, w których zwyciężyła PvdA. Funkcjonował przez okres czteroletniej kadencji. Po wyborach w 1998 został zastąpiony przez drugi gabinet tego premiera, który współtworzyła tożsama koalicja.

## Skład rządu

### Ministrowie
- Premier: Wim Kok (PvdA)
- Wicepremier, minister spraw wewnętrznych: Hans Dijkstal (VVD)
- Wicepremier, minister spraw zagranicznych: Hans van Mierlo (D66)
- Minister sprawiedliwości: Winnie Sorgdrager (D66)
- Minister edukacji, kultury i nauki: Jo Ritzen (PvdA)
- Minister finansów: Gerrit Zalm (VVD)
- Minister obrony: Joris Voorhoeve (VVD)
- Minister transportu i gospodarki wodnej: Annemarie Jorritsma (VVD)
- Minister gospodarki: Hans Wijers (D66)
- Minister rolnictwa: Jozias van Aartsen (VVD)
- Minister spraw społecznych i zatrudnienia: Ad Melkert (PvdA)
- Minister zdrowia, opieki społecznej i sportu: Els Borst (D66)
- Minister mieszkalnictwa, planowania przestrzennego i środowiska: Margreeth de Boer (PvdA)
- Minister bez teki ds. rozwoju międzynarodowego: Jan Pronk (PvdA)

### Sekretarze stanu
- W resorcie spraw zagranicznych: Michiel Patijn (VVD)
- W resorcie sprawiedliwości: Elizabeth Schmitz (PvdA)
- W resorcie spraw wewnętrznych: Jacob Kohnstamm (D66), Tonny van de Vondervoort (PvdA)
- W resorcie edukacji, kultury i nauki: Tineke Netelenbos (PvdA), Aad Nuis (D66)
- W resorcie finansów: Willem Vermeend (PvdA)
- W resorcie obrony: Jan Gmelich Meijling (VVD)
- W resorcie mieszkalnictwa, planowania przestrzennego i środowiska: Dick Tommel (D66)
- W resorcie gospodarki: Anneke van Dok-van Weele (D66)
- W resorcie spraw społecznych i zatrudnienia: Robin Linschoten (VVD, do 28 czerwca 1996), Frank de Grave (VVD, od 2 lipca 1996)
- W resorcie zdrowia, opieki społecznej i sportu: Erica Terpstra